# Anta de Casaínhos
L'Anta de Casaínhos (aussi appelée monumento megalítico de Casaínhos) est un dolmen situé dans la freguesia de Fanhões (pt) de la commune de Loures, dans le district de Lisbonne, au Portugal. Il est classé monument national depuis 1977 .

## Contexte
Le mot anta est l'équivalent portugais d'« ante » (pilier terminal d'un temple grec ou romain), mais il est aussi employé pour désigner les pierres d'un dolmen ou le dolmen lui-même. Environ 5 000 édifices mégalithiques de ce type ont été construits au Néolithique dans l'ouest de la péninsule Ibérique par les successeurs de la culture de la céramique cardiale.

## Description
Ce dolmen comporte une chambre funéraire polygonale, dont seuls deux orthostates de calcaire poreux ont été conservés. Il possédait aussi un couloir avec une rare niche latérale.

## Vestiges
Outre les restes osseux fossiles, une pointe de flèche et un petit collier composé de perles d'ardoise et de calcaire ont été trouvés aux côtés des tessons de céramique omniprésents.